# Morbecque
Pour les articles homonymes, voir Moerbeke.
Morbecque (Moerbeke en néerlandais) est une commune française située dans le département du Nord (59), en région Hauts-de-France.

## Géographie

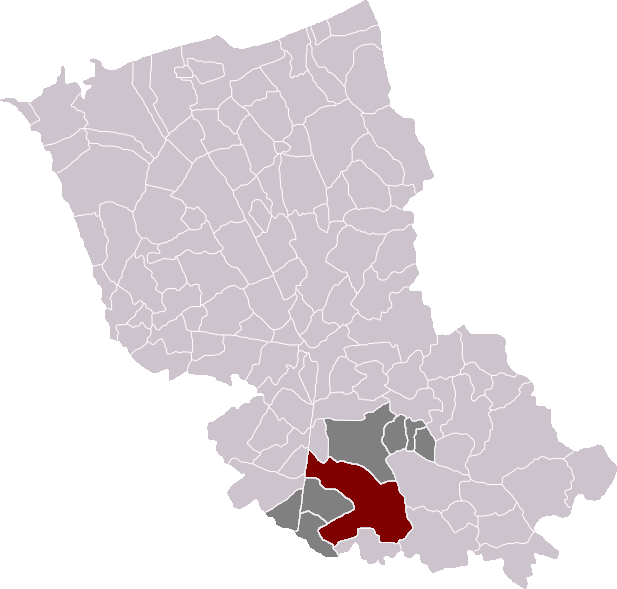
Morbecque dans le canton d'Hazebrouck-Sud et son arrondissement

### Situation
Ce bourg est proche d'Hazebrouck et à environ 35 km de Lille.

### Communes limitrophes
| Wallon-Cappel, Sercus | Hazebrouck   | Borre         |
| Blaringhem            | Morbecque    | Vieux-Berquin |
| Steenbecque           | Haverskerque | Merville      |

### Hydrographie

#### Réseau hydrographique
La commune est située dans le bassin Artois-Picardie. Elle est drainée par la Bourre, la Steen Becque, le canal de la Nieppe, le canal d'Hazebrouck, divers bras de la Bourre, la Becque des Clytes, la Papote Becque Nord, la Ry Becque, la Kelle Becque, la Kelle Brugghe Straete, le canal de merville, le Crinchon, le fossé de la Forêt, le fossé watteringue et divers autres petits cours d'eau,.le ruisseau le berquigneul, 
La Bourre, d'une longueur de 19 km, prend sa source dans la commune de Lynde et se jette  dans le canal d'Hazebrouck en limite de Morbecqueet de Vieux-Berquin, après avoir traversé huit communes.
La Steen Becque, d'une longueur de 10 km, prend sa source dans la commune de Sercus et se jette  dans le canal de la Nieppe sur la commune, après avoir traversé trois communes.
Le canal d'Hazebrouck, d'une longueur de 15 km, prend sa source dans la commune de Hazebrouck et se jette  dans la Lys à Merville, après avoir traversé quatre communes.

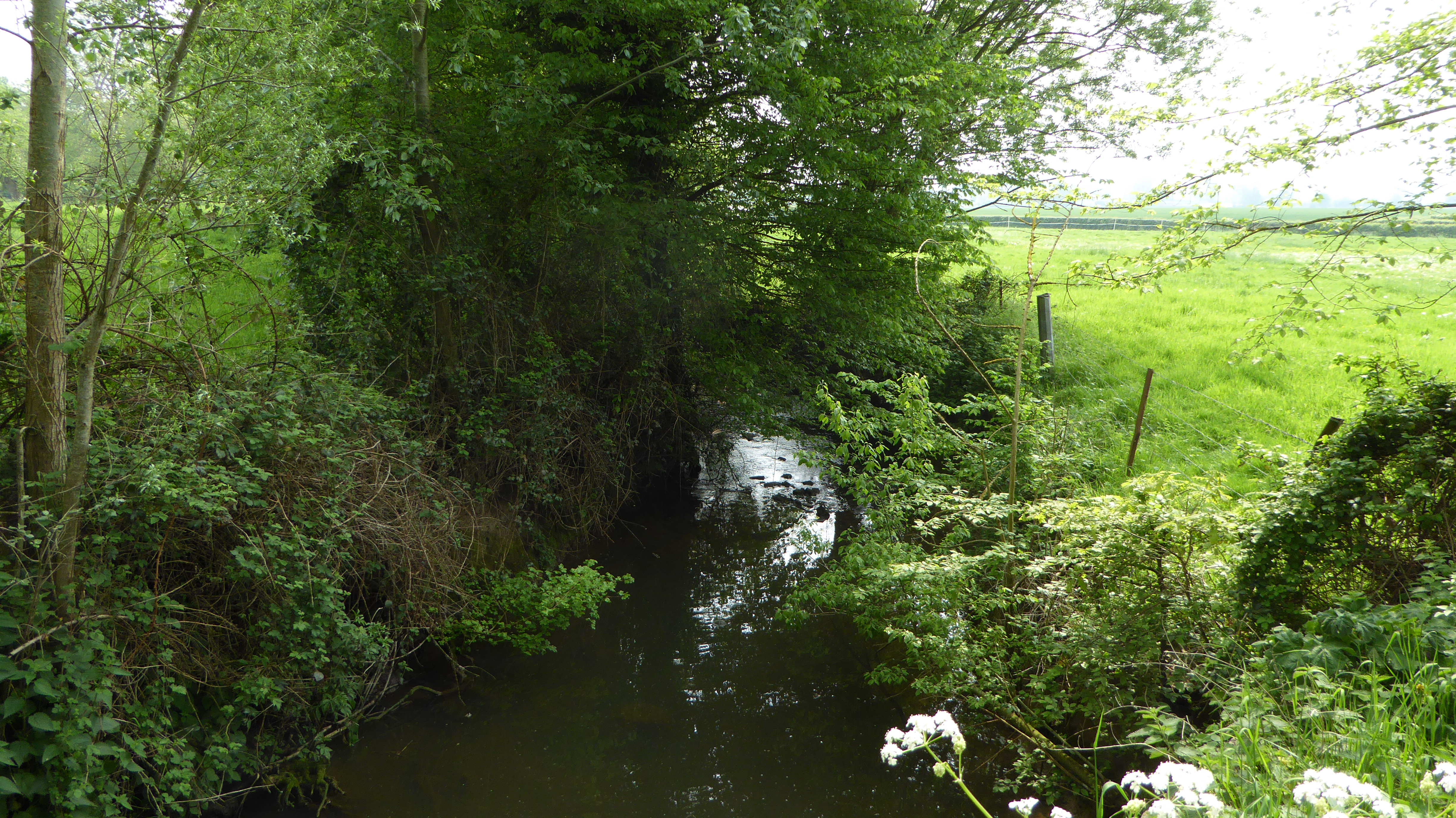
Ruisseau de la Grande Steenbecque
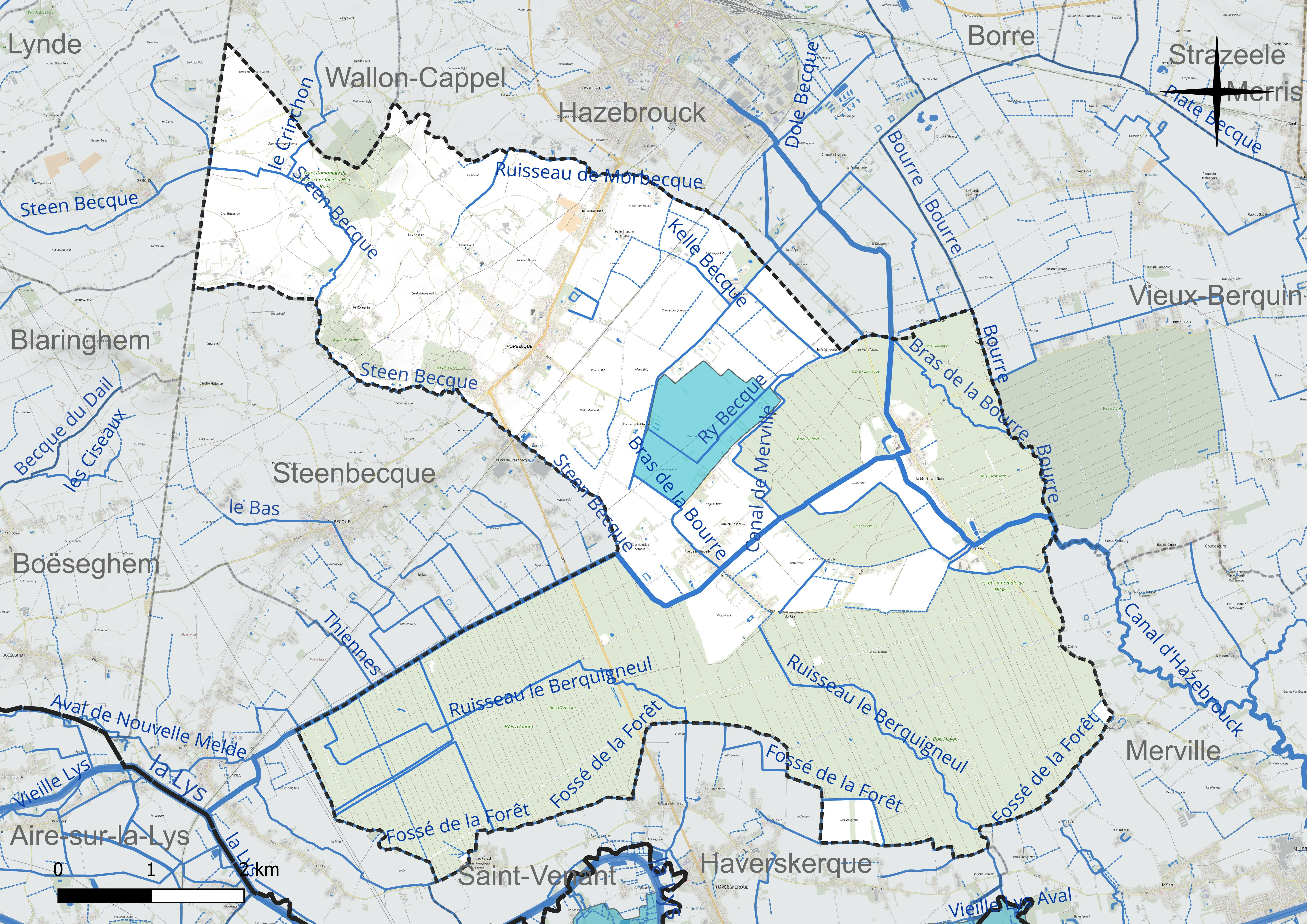
Réseau hydrographique de Morbecque.

#### Gestion et qualité des eaux
Le territoire communal est couvert par le schéma d'aménagement et de gestion des eaux (SAGE) « Lys ». Ce document de planification concerne un territoire de 1 835 km2 de superficie, délimité par le bassin versant de la Lys. Le périmètre a été arrêté le 29 mai 1995 et le SAGE proprement dit a été approuvé le 6 août 2010, puis révisé le 20 septembre 2019. La structure porteuse de l'élaboration et de la mise en œuvre est le syndicat mixte pour l'élaboration du SAGE de la Lys (SYMSAGEL).
La qualité des cours d'eau peut être consultée sur un site dédié géré par les agences de l'eau et l'Agence française pour la biodiversité.

### Climat
Pour des articles plus généraux, voir Climat des Hauts-de-France et Climat du Nord.
En 2010, le climat de la commune est de type climat océanique dégradé des plaines du Centre et du Nord, selon une étude du CNRS s'appuyant sur une série de données couvrant la période 1971-2000. En 2020, Météo-France publie une typologie des climats de la France métropolitaine dans laquelle la commune est exposée à un climat océanique et est dans la région climatique  Côtes de la Manche orientale, caractérisée par un faible ensoleillement (1 550 h/an) ; forte humidité de l'air (plus de 20 h/jour avec humidité relative > 80 % en hiver), vents forts fréquents.
Pour la période 1971-2000, la température annuelle moyenne est de 10,4 °C, avec une amplitude thermique annuelle de 14,2 °C. Le cumul annuel moyen de précipitations est de 753 mm, avec 12,5 jours de précipitations en janvier et 8,8 jours en juillet. Pour la période 1991-2020, la température moyenne annuelle observée sur la station météorologique la plus proche, située sur la commune de Steenvoorde à 14 km à vol d'oiseau, est de 11,2 °C et le cumul annuel moyen de précipitations est de 727,8 mm,. Pour l'avenir, les paramètres climatiques de la commune estimés pour 2050 selon différents scénarios d'émission de gaz à effet de serre sont consultables sur un site dédié publié par Météo-France en novembre 2022.

## Urbanisme

### Typologie
Au 1er janvier 2024, Morbecque est catégorisée commune rurale à habitat dispersé, selon la nouvelle grille communale de densité à sept niveaux définie par l'Insee en 2022.
Elle appartient à l'unité urbaine de Hazebrouck, une agglomération intra-départementale regroupant trois  communes, dont elle est une commune de la banlieue,,. Par ailleurs la commune fait partie de l'aire d'attraction d'Hazebrouck, dont elle est une commune de la couronne,. Cette aire, qui regroupe 11 communes, est catégorisée dans les aires de moins de 50 000 habitants,.

### Occupation des sols
L'occupation des sols de la commune, telle qu'elle ressort de la base de données européenne d'occupation biophysique des sols Corine Land Cover (CLC), est marquée par l'importance des forêts et milieux semi-naturels (52,6 % en 2018), une proportion sensiblement équivalente à celle de 1990 (52,4 %). La répartition détaillée en 2018 est la suivante : 
forêts (52,6 %), terres arables (42,9 %), prairies (2,3 %), zones urbanisées (2,2 %). L'évolution de l'occupation des sols de la commune et de ses infrastructures peut être observée sur les différentes représentations cartographiques du territoire : la carte de Cassini (XVIIIe siècle), la carte d'état-major (1820-1866) et les cartes ou photos aériennes de l'IGN pour la période actuelle (1950 à aujourd'hui).

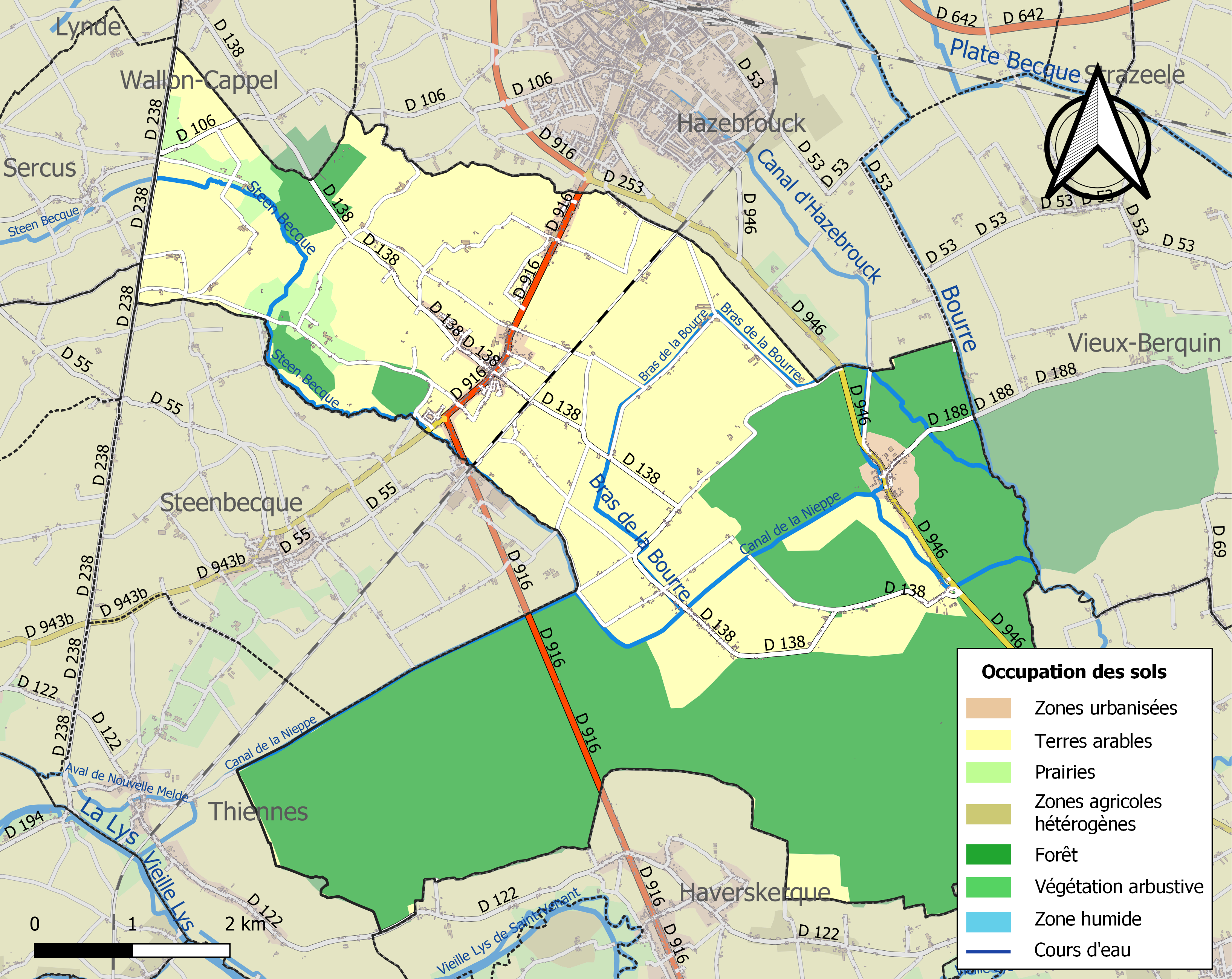
Carte des infrastructures et de l'occupation des sols de la commune en 2018 (CLC).

## Héraldique
| Blason de Morbecque | Les armes de Morbecque se blasonnent ainsi :« D'azur à la fasce d'or » En clair il est bleu avec une bande horizontale jaune. Il s'agit des mêmes armes que la Maison de Saint-Omer, seigneurs des lieux. |

## Histoire

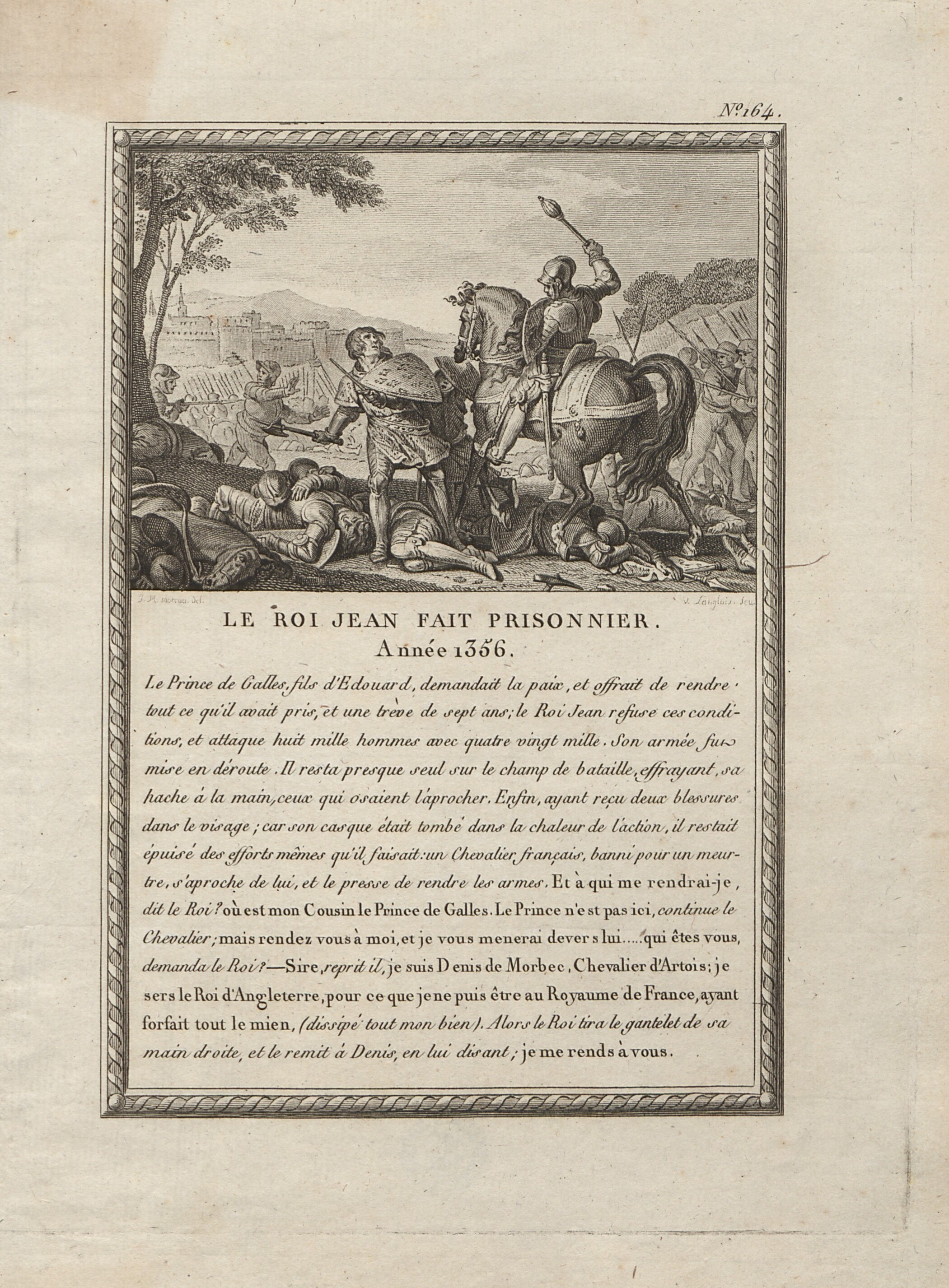
Denis de Morbecque, chevalier d'Artois, fait prisonnier le roi de France lors de la bataille de Poitiers en 1356 (Illustration de Jean Jacques Garnier, XVIII)

À l'origine il y avait deux forteresses à Morbecque.
- Une appartenant à la famille seigneuriale de Morbecque (seigneurs de Morbecque).
- Une autre, construite à la Motte-au-Bois pour le comte de Flandre Robert le Frison.

Avant la Révolution française, la paroisse était incluse dans le diocèse de Thérouanne, puis à la disparition de celui-ci dans le diocèse de Saint-Omer.
En 1295, le chevalier Walter de Relenghes, seigneur de Morbecque, confirme des lettres de Mathilde, sa mère, châtelaine de Saint-Omer, en faveur de l'abbaye de Watten et datées du mois de février 1258-1259.
La seigneurie de Morbecque est détenue au XIVe siècle par un descendant de la maison de Saint-Omer, dit de Saint-Omer Morbecque.
En 1328, le château de Morbecque est assiégé par le duc de Normandie. Après 8 jours de siège, la forteresse se rendit et fut démantelée. Guillaume de Saint-Omer Morbecque, son épouse ainsi que deux de ses fils furent massacrés. Seul dernier fils, Denis fut épargné.
En 1356, Denis de Morbecque, fils de Guillaume de Saint-Omer Morbecque, durant la chevauchée du Prince noir en 1356, s'illustra auprès du Prince Noir à la bataille de Poitiers en faisant prisonnier le roi de France, Jean II le Bon. Lors de cette bataille, un autre membre de la famille, Jean de Saint-Omer, sire de Morbecque, est fait prisonnier avec le roi Jean (à l'époque, il arrive assez fréquemment que des membres de la même famille combattent dans des armées opposées). Yolande de Flandre, qui détient alors le château de la Motte-au-Bois, va payer sa rançon, 850 moutons d'or de France, à Jean Philippes de Londres le 28 février 1359.
En 1418, Thierry de Moerbeck est gouverneur du château de la Motte-au Bois. En 1484, Indoque de Saint-Omer, seigneur de Moerbeck, conseiller et chambellan du duc de Bourgogne, occupe la même fonction. Il est sans doute le même personnage que Josse de Saint-Omer, chevalier, seigneur de Morbecque, chambellan du duc de Bourgogne (Charles le Téméraire), seigneur d'Alembon du fait de son mariage vers 1460 avec Jeanne (ou Jacqueline) de Hondrecoustre (voir seigneurs d'Alembon). En 1581, Jean de Saint-Omer, seigneur de Moerbeck, vicomte d'Aire, est à son tour gouverneur de La-Motte-au-Bois.
Fin du XVe siècle- début du XVIe siècle, le seigneur de Morbecque est Charles de Saint-Omer, né à Morbecque, seigneur du lieu, grand bailli héréditaire de Saint-Omer, savant naturaliste qui fut le 1er à créer dans le pays un jardin botanique et une collection d'oiseaux. À cette époque, plusieurs personnages sont dits de Morbecque, ainsi en avril 1507, sont données à Malines, par Charles, archiduc d'Autriche, des lettres d'anoblissement pour Jean Pyelles, dit de Morbecque, extrait de notable génération.
La seigneurie de Morbecque fut érigée en baronnie, puis en comté, enfin en 1629 en marquisat. Par lettres données à Bruxelles le 8 février 1614, est érigée en comté la terre et seigneurie de Morbecque, en y adjoignant les fiefs de Scheystrach, Zinneghem en la tenance de Morbecque, de Minqueval en la tenance d'Hazebrouck, de Zenecote en la tenace de Berquin (Vieux-Berquin), et de la Bourre tenue de Cassel, en faveur de Robert de Saint-Omer, vicomte d'Aire (Aire-sur-la-Lys), seigneur dudit lieu, issu des anciens châtelains héréditaires de Saint-Omer et des comtes de Fauquembergues (maison de Saint-Omer), dont il porte les armes pleines. Il a pour ancêtres Denis de Morbecque, Pierre de Morbecque qui a reconquis pour Maximilien Ier les villes de Saint-Omer et de Dunkerque, Jean de Saint-Omer, à qui fut conféré, après la mort de leur oncle, le gouvernement de la ville d'Aire.
Le 20 mars 1629, par lettres données à Madrid, la terre et comté de Morbecque est érigée en marquisat en faveur de Jean de Montmorency (maison de Montmorency), comte d'Estaires et de Morbecque, chevalier de la Toison d'Or, en reconnaissance des signalés services rendus par la famille.
Le 31 juillet 1630, des lettres de Madrid érigent la terre et seigneurie de Robecque (Robecq) en principauté au bénéfice de Jean de Montmorency en y incorporant la ville et vicomté d'Aire (Aire-sur-la-Lys), les villages de Blessy, Blesselles, Saint-Quentin, Glomenghen, Famechon. Jean de Montmorency est ainsi prince de Robecq, marquis de Morbecque, comte d'Estaires, vicomte d'Aire, baron d'Haverskerque et des Wastines, seigneur de Robecq et de Bersée.
Thomas Becket séjourna au château de la Motte-aux-Bois, ainsi qu'Isabelle de Portugal qui y habita à la mort de son mari. Ruiné par les guerres il est reconstruit à la fin du XVIIe siècle.
Morbecque est considérée comme "le village aux sorcières" : à la fin du XVIIe siècle, Antoine de Montmorency, chevalier de Morbecque, a mené une répression féroce contre elles.
La devise des sorcières : « Kust me gat en drinkt thee! » en flamand occidental.
Anne-Louis-Alexandre de Montmorency, propriétaire du château de Morbecque, a soutenu financièrement à la fin du XVIIIe siècle le peintre Nicolas Ruyssen à ses débuts en le logeant dans son hôtel parisien.
Pendant la Révolution française, Morbecque a absorbé La Motte-au-Bois entre 1790 et 1794.
En juin 1793, la municipalité s'est opposée à l'enlèvement des cloches tel que décidé par la Convention nationale.
En mars 1793, les paysans de Morbecque — affectés par la mort du roi — se soulèvent contre la conscription. Trente-et-un d'entre eux sont immédiatement emprisonnés par le nouveau pouvoir républicain.
Durant la Seconde Guerre mondiale, il y avait à Morbecque une rampe de lancement de fusées V1, située au bois des Huit-Rues.

## Politique et administration
Maire en 1802-1803 : Louis Depecker.
Maire en 1881 : Lambert Claudoret au bénéfice de l'âge.
| Période                                  | Période   | Identité                | Étiquette | Qualité                                                                                        |
| ---------------------------------------- | --------- | ----------------------- | --------- | ---------------------------------------------------------------------------------------------- |
| Les données manquantes sont à compléter. |           |                         |           |                                                                                                |
| 1854                                     | 1854      | Lambert Claudorez       |           |                                                                                                |
| 1883                                     | 1887      | J. De Blonde            |           |                                                                                                |
| 1887                                     | 1888      | Vermelle                |           |                                                                                                |
| 1888                                     | 1904      | Gaston Verreman         |           |                                                                                                |
| 1904                                     | 1914      | Omer Cappelle           |           |                                                                                                |
| 1922                                     | 1927      | Bertin Podvin           |           |                                                                                                |
| 1927                                     | 1939      | Paul Lerouge            |           | Cultivateur Nommé conseiller départemental en 1943                                             |
| Les données manquantes sont à compléter. |           |                         |           |                                                                                                |
| 1952                                     | 1952      | H. Lagersie             |           |                                                                                                |
| 1954                                     | 1954      | O. Podvin               |           |                                                                                                |
| 1954                                     | mars 1977 | Géry Degraeve           |           | Retraité                                                                                       |
| mars 1977                                | mars 2008 | Élisabeth Dantin-Fatoux | DVD       | Pharmacienne des hôpitaux                                                                      |
| mars 2008                                | mars 2014 | Max Herbaux             | DVD       | Médecin                                                                                        |
| mars 2014                                | En cours  | Jérôme Darques          | UMP-LR    | Conseiller juridique 5e vice-président de Cœur de Flandre Agglo Réélu pour le mandat 2020-2026 |

## Population et société

### Démographie

#### Évolution démographique
L'évolution du nombre d'habitants est connue à travers les recensements de la population effectués dans la commune depuis 1793. Pour les communes de moins de 10 000 habitants, une enquête de recensement portant sur toute la population est réalisée tous les cinq ans, les populations de référence des années intermédiaires étant quant à elles estimées par interpolation ou extrapolation. Pour la commune, le premier recensement exhaustif entrant dans le cadre du nouveau dispositif a été réalisé en 2008.

En 2022, la commune comptait 2 538 habitants, en évolution de −0,7 % par rapport à 2016 (Nord : +0,51 %, France hors Mayotte : +2,11 %).
| 1793  | 1800  | 1806  | 1821  | 1831  | 1836  | 1841  | 1846  | 1851  |
| ----- | ----- | ----- | ----- | ----- | ----- | ----- | ----- | ----- |
| 4 054 | 4 009 | 3 952 | 3 806 | 3 979 | 4 127 | 3 975 | 3 817 | 3 816 |

| 1856  | 1861  | 1866  | 1872  | 1876  | 1881  | 1886  | 1891  | 1896  |
| ----- | ----- | ----- | ----- | ----- | ----- | ----- | ----- | ----- |
| 3 694 | 3 733 | 3 831 | 3 836 | 3 768 | 3 547 | 3 472 | 3 342 | 3 222 |

| 1901  | 1906  | 1911  | 1921  | 1926  | 1931  | 1936  | 1946  | 1954  |
| ----- | ----- | ----- | ----- | ----- | ----- | ----- | ----- | ----- |
| 3 179 | 3 117 | 2 966 | 2 604 | 2 514 | 2 351 | 2 281 | 2 053 | 2 036 |

| 1962  | 1968  | 1975  | 1982  | 1990  | 1999  | 2006  | 2008  | 2013  |
| ----- | ----- | ----- | ----- | ----- | ----- | ----- | ----- | ----- |
| 2 041 | 2 116 | 2 437 | 2 577 | 2 541 | 2 669 | 2 712 | 2 692 | 2 598 |

| 2018  | 2022  | - | - | - | - | - | - | - |
| ----- | ----- | - | - | - | - | - | - | - |
| 2 519 | 2 538 | - | - | - | - | - | - | - |

#### Pyramide des âges
La population de la commune est relativement jeune.
En 2018, le taux de personnes d'un âge inférieur à 30 ans s'élève à 32,6 %, soit en dessous de la moyenne départementale (39,5 %). À l'inverse, le taux de personnes d'âge supérieur à 60 ans est de 28,7 % la même année, alors qu'il est de 22,5 % au niveau départemental.
En 2018, la commune comptait 1 255 hommes pour 1 264 femmes, soit un taux de 50,18 % de femmes, légèrement inférieur au taux départemental (51,77 %).
Les pyramides des âges de la commune et du département s'établissent comme suit.
| Hommes | Classe d’âge | Femmes |
| ------ | ------------ | ------ |
| 0,8    | 90 ou +      | 1,7    |
| 7,1    | 75-89 ans    | 10,0   |
| 18,3   | 60-74 ans    | 19,5   |
| 20,8   | 45-59 ans    | 21,6   |
| 18,8   | 30-44 ans    | 16,2   |
| 17,5   | 15-29 ans    | 14,4   |
| 16,7   | 0-14 ans     | 16,5   |

| Hommes | Classe d’âge | Femmes |
| ------ | ------------ | ------ |
| 0,5    | 90 ou +      | 1,4    |
| 5,3    | 75-89 ans    | 8,1    |
| 14,8   | 60-74 ans    | 16,2   |
| 19,1   | 45-59 ans    | 18,4   |
| 19,5   | 30-44 ans    | 18,7   |
| 20,7   | 15-29 ans    | 19,1   |
| 20,2   | 0-14 ans     | 18     |

## Lieux et monuments
- Château de la Motte-aux-Bois
- Église Saint-Firmin,

Un petit panneau d'information aux abords immédiats de l'église résume les vicissitudes de l'édifice. L'auteur du texte reproduit ci-dessous n'est pas indiqué.

« Sa construction a débuté au XIIe siècle pour s'achever en 1259. Elle est de type Hallekerque. Elle est repérable en raison de son imposante tour carrée centrale d'une hauteur de 25m surmontée d'une flèche de même hauteur. L'église a connu trois destructions (en 1527, 1918 et 1940) dont la dernière le 27 mai 1940 fut la plus dévastatrice, Il fallut tout reconstruire. L'église a été rendue au culte le 1er octobre 1972 en présence de Mgr Gand, évêque de Lille et l'abbé Liévin Petitprez, doyen de la paroisse. Aussi, une église provisoire a été créée en 1943 durant les travaux, c'est l'actuelle Salle André Willier. Sont a voir sous un enfeu les gisants mutilés et calcines de Josse de Saint Omer (1485) et de son épouse Jeanne de Hautecoeur (1472). L'édifice a fait l'objet d'une inscription au titre des.monuments historiques le 1er décembre 1920. »

- Fontaine Saint-Firmin. La légende raconte que l'âne de saint Firmin fit sourdre une fontaine en martelant une pierre de son sabot. Cette eau guérirait les crampes et les rhumatismes.
- L'église provisoire, en bois.
- Morbecque British Cemetery, cimetière militaire.
- Le Grand Hazard Military Cemetery, cimetière militaire.
- La base du Parc des Éclaireurs de France (s'y est tenue en juin 2019 la première phase de l'expérimentation du Service national universel)[60].

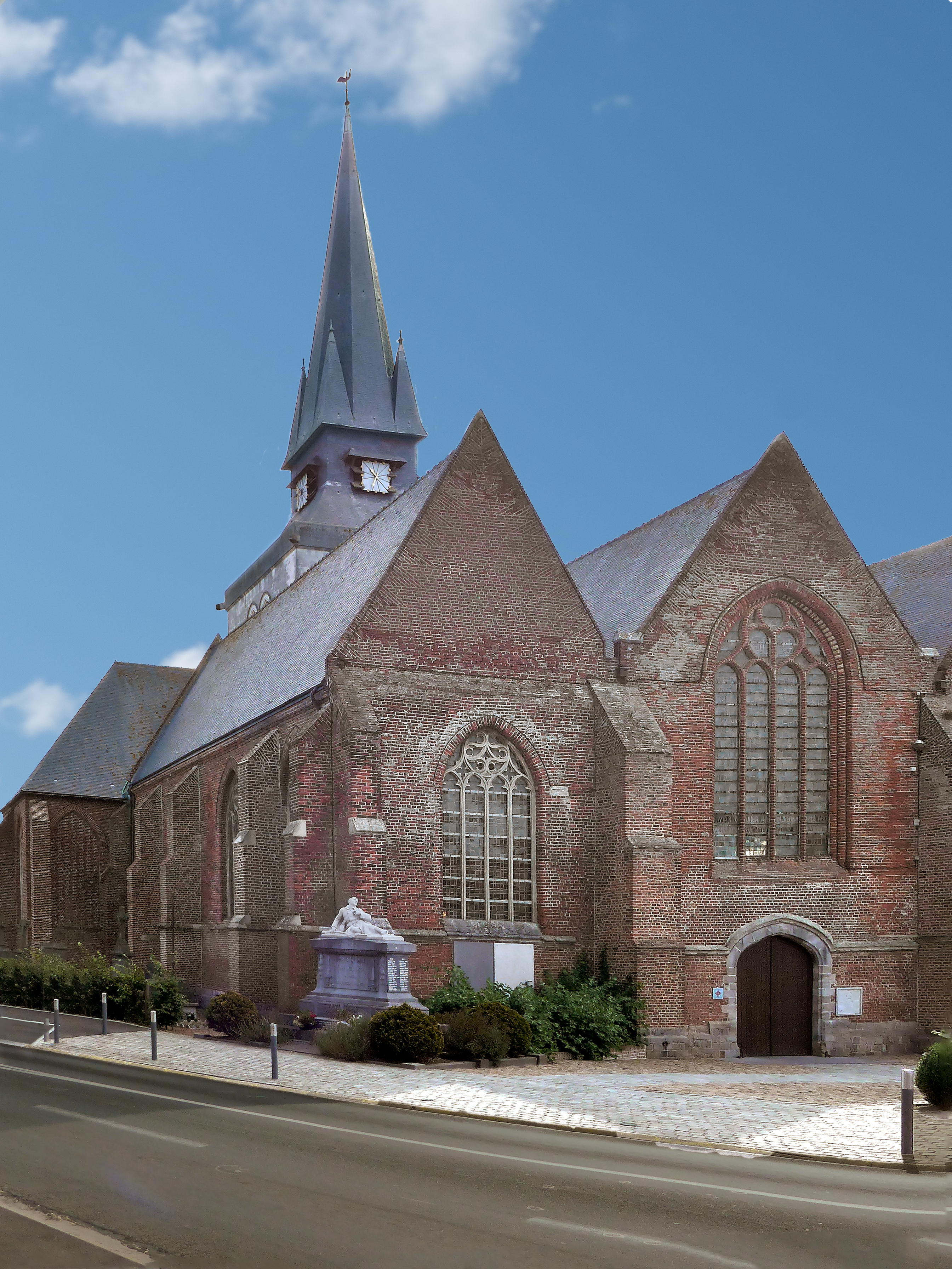
Église Saint Firmin
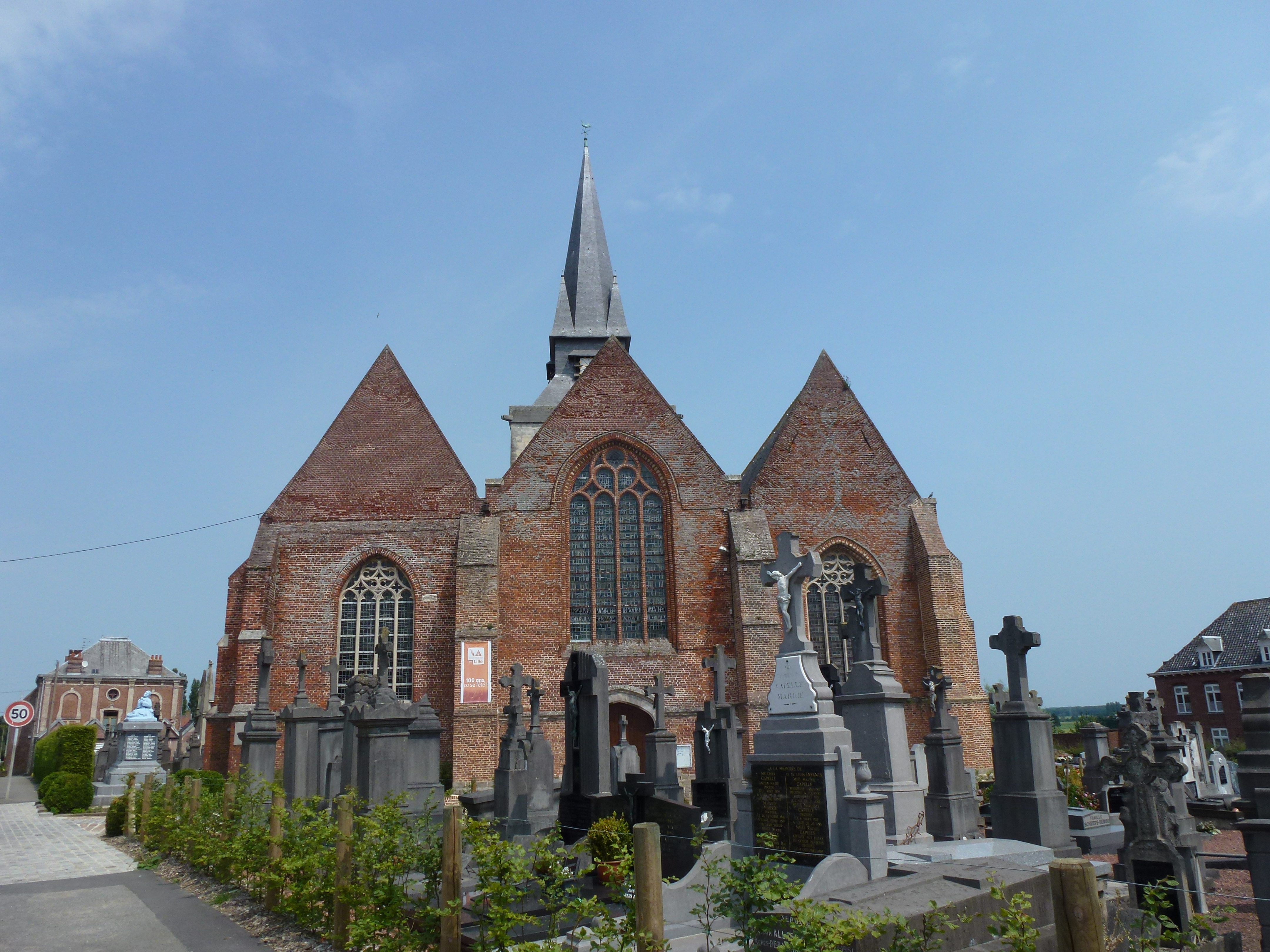
L'église de Morbecque
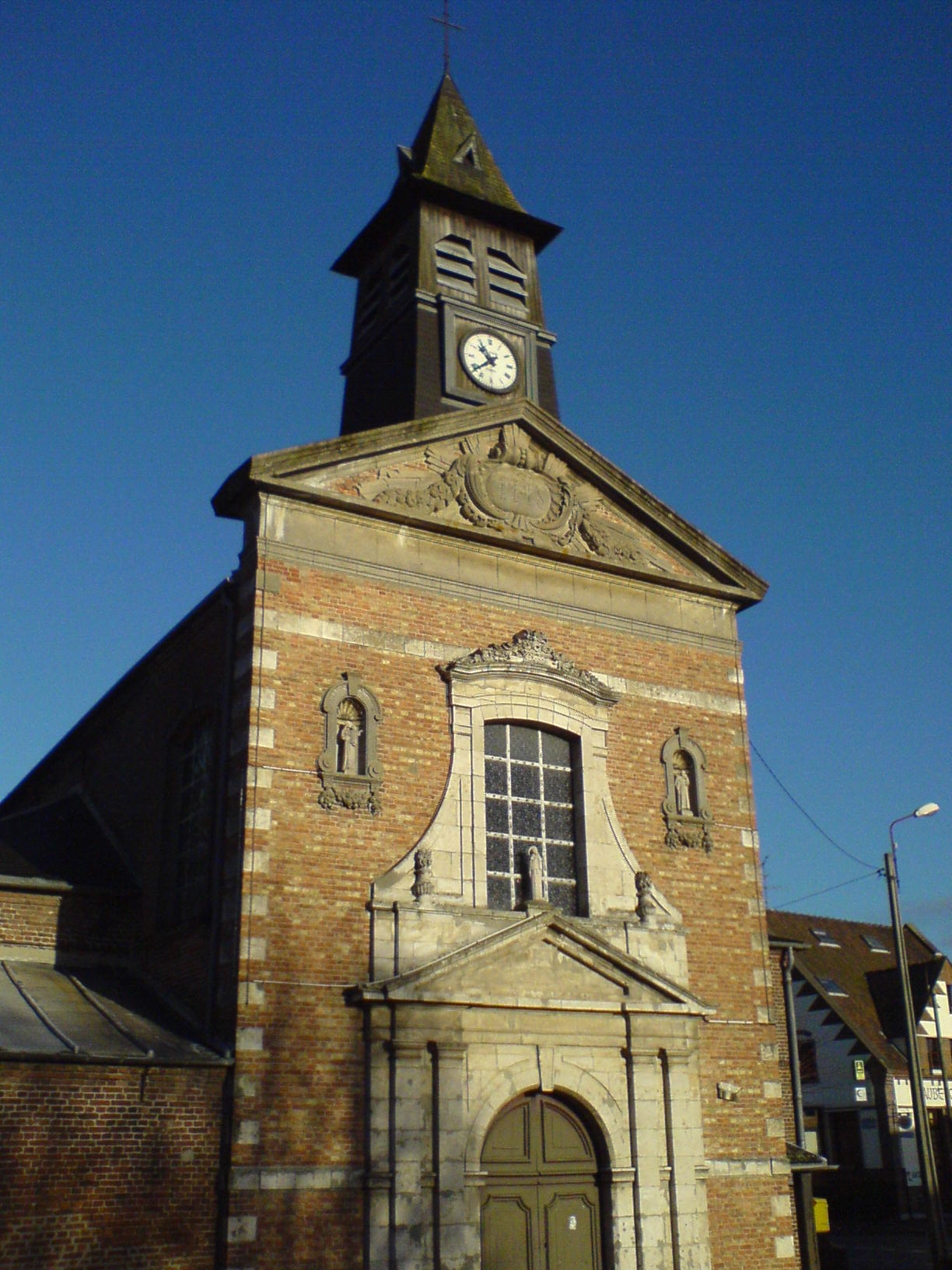
L'église de La Motte-aux-Bois
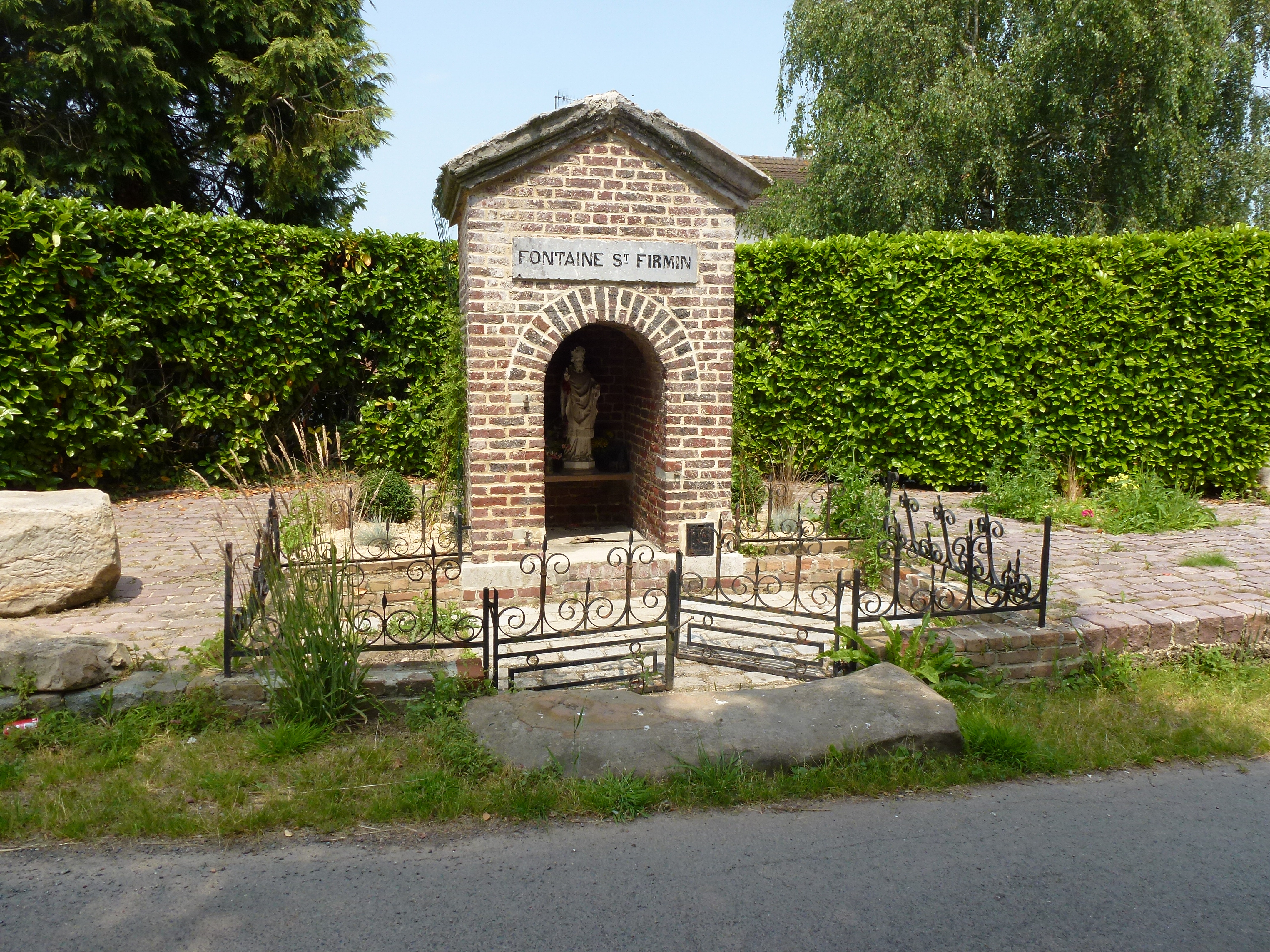
Fontaine St.Firmin
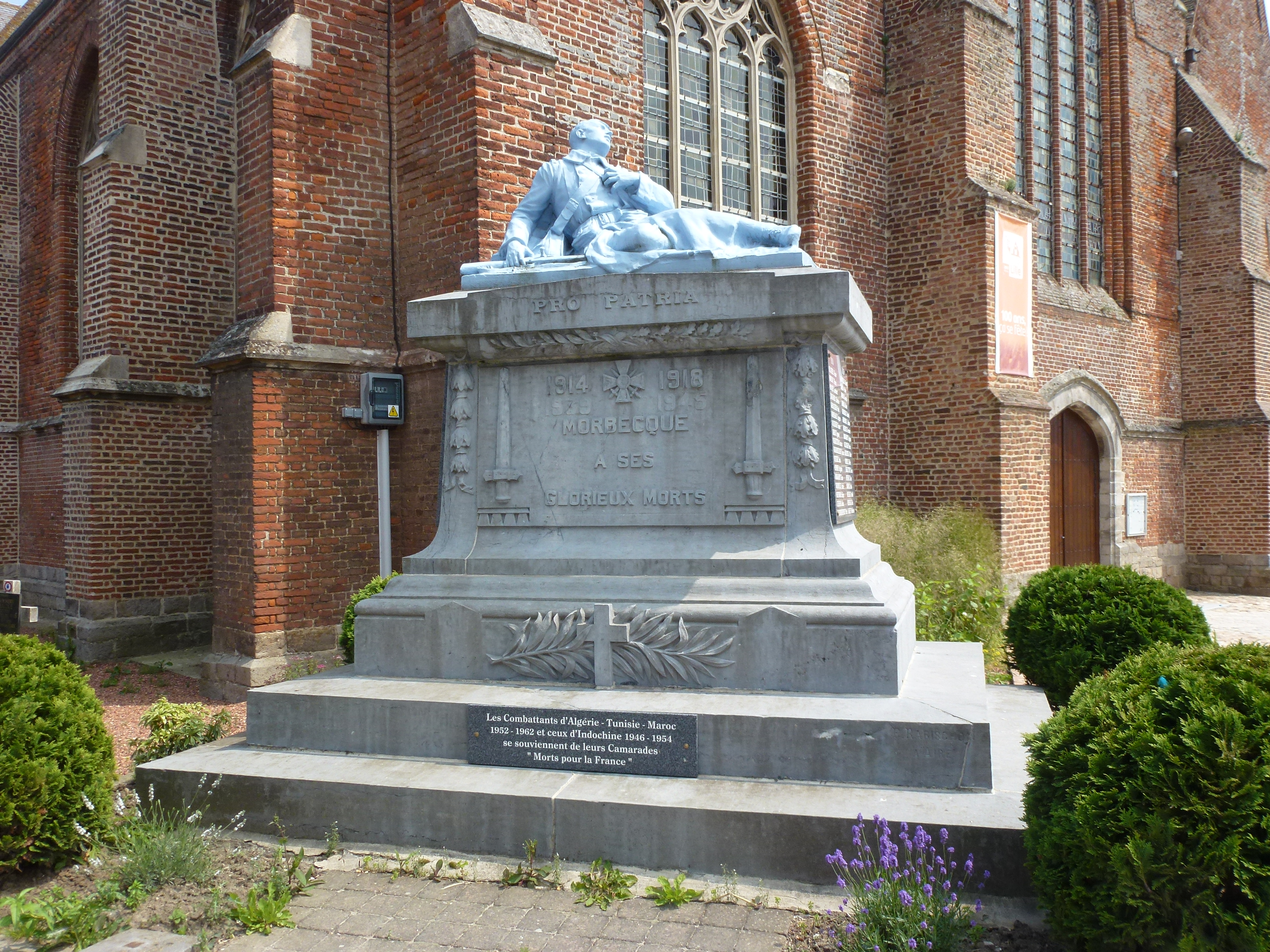
Le monument aux morts

## Personnalités liées à la commune
- Thomas Becket, archevêque de Canterbury, séjourna au château de la Motte-au-Bois en 1164.
- Valentin de Pardieu, seigneur de la Motte (Morbecque a absorbé La Motte-aux-Bois entre 1790 et 1794)[61],[62].
- Liste des seigneurs de Morbecque
- Omer Capelle, homme politique, est né à Morbecque en 1891

## Pour approfondir